# Cimerang (Purabaya)
Cimerang is een bestuurslaag in het regentschap Sukabumi van de provincie West-Java, Indonesië. Cimerang telt 6016 inwoners (volkstelling 2010).